# Asanada agharkari
Asanada agharkari är en mångfotingart som först beskrevs av Gravely 1912.  Asanada agharkari ingår i släktet Asanada och familjen Scolopendridae.

## Underarter
Arten delas in i följande underarter:
- A. a. agharkari
- A. a. singhbhumensis